# Delphic

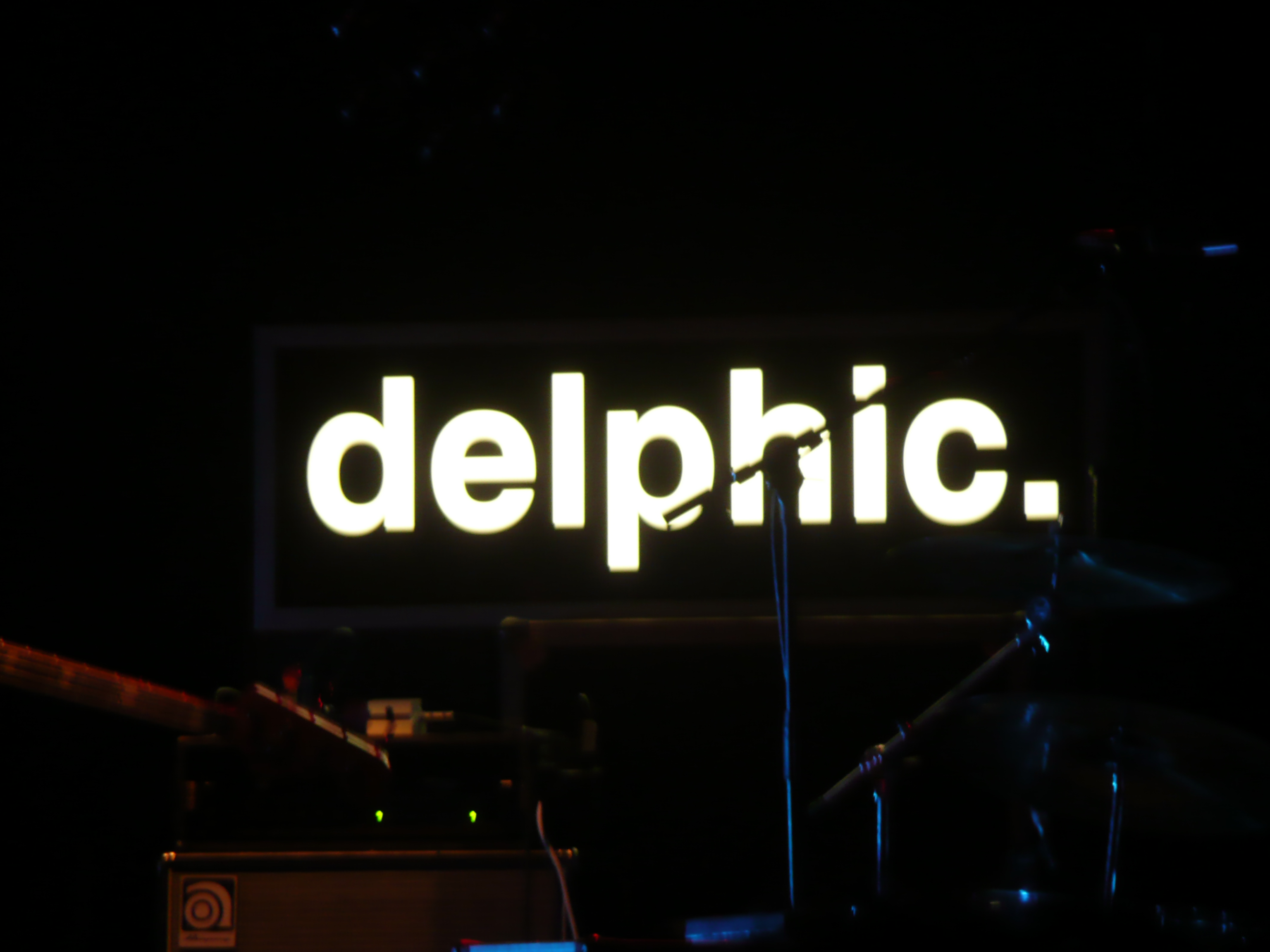
Delphic

Delphic est un groupe de dance alternative de Manchester, en Grande-Bretagne.

## Histoire
Ils sont signés sur le label Polydor et leur single "Counterpoint", produit par Ewan Pearson, est sorti en avril 2009 sur R&S Records,.
En 2009, le groupe s'est produit dans plusieurs festivals au Royaume-Uni, par exemple à T in the Park, aux Reading and Leeds Festivals, à Creamfields et au Bestival.
Le single "This Momentary" est sorti le 31 août 2009 sur Kitsuné Music. Le clip a été nommé pour trois UK Music Video Awards. En novembre 2009 Delphic a fait sa première apparition sur le petit écran sur le plateau de l'émission Later... with Jools Holland. Le groupe y a interprété le titre "Doubt".
Delphic figure sur la liste des 15 groupes de 2010 du BBC Sound of 2010 apparue le lundi 7 décembre. Le 6 janvier 2010, Delphic figurait troisième sur cette même liste.
Ils sont au programme de l'édition 2010 du festival Solidays à Paris, le 27 juin.
Leur titre "Counterpoint" apparait dans la BO du jeu vidéo All Point Bulletin, édité par EA Games

## Acolyte
Le 2 novembre 2009, Delphic annonçait sur son site le titre de leur premier album, Acolyte qui sortira sur Polydor le 11 janvier 2010. Critique pour BBC Music, Lou Thomas a écrit qu'"il pourrait bien s'agir du premier grand album de 2010". Simon Price, du quotidien The Independent, a quant à lui écrit qu'Acolyte "flirtait avec la magnificence".
"Counterpoint", issu de leur premier EP, et "Doubt" ont rencontré un franc succès sur YouTube, succès qui s'est traduit par les bons scores d'Acolyte en termes de vente au Royaume-Uni lors de la première semaine de sa sortie.

## Discographie

### Albums
| Charts (2010)   | Meilleure position |
| --------------- | ------------------ |
| UK Albums Chart | 8                  |

- Acolyte (janvier 2010, Polydor) 8# UK Albums Chart
- Collections (janvier 2013, Polydor)

### EP
- Counterpoint / This Momentary EP (2 octobre 2009, Chimeric Records, iTunes Release)
- Doubt EP (3 janvier 2010, Chimeric Records, iTunes UK Release)

### Singles
| Année | Morceau          | Position | Position | Album   |
| Année | Morceau          | UK       | IRE      | Album   |
| ----- | ---------------- | -------- | -------- | ------- |
| 2009  | "Counterpoint"   | —        | —        | Acolyte |
| 2009  | "This Momentary" | —        | —        | Acolyte |
| 2010  | "Doubt"          | 79       | —        | Acolyte |
| 2010  | "Halcyon"        | —        | —        | Acolyte |

- "Counterpoint" (avril 2009, R&S)
- "This Momentary" (août 2009, Kitsuné)
- "Doubt" (janvier 2010, Polydor)
- "Halcyon" (15 mars 2010, Polydor)

### Clips
- "Counterpoint"
- "This Momentary"
- "Doubt"
- "Halcyon"